# 73a Brigada Mixta (Exèrcit Popular de la República)
La 73a Brigada Mixta va ser una unitat de l'Exèrcit Popular de la República creada durant la Guerra Civil Espanyola. Al llarg de la contesa va arribar a operar en els fronts de Còrdova, Llevant i Extremadura.

## Historial
La 73a Brigada mixta va ser creada al març de 1937 a partir de les milícies que actuaven en el sector nord del front de Còrdova. Com a base fundacional es va utilitzar als batallons «Bautista Garcet» (canviat de nom com a 289è), «Jaén» (290è), «Los Pedroches» (291è) i «Raya» (292è), tots ells procedents de milícies. El seu primer comandant va ser el capità de carrabiners José Casted Sena, amb el socialista Manuel Castro Molina com a comissari polític.
Va arribar a prendre part en la batalla de Pozoblanco, oferint una dura resistència a l'avanç franquista. Poc després, en desaparèixer l'organització del front per «sectors» i crear-se en el seu lloc divisions; la 73a BM va passar a formar part de la 19a Divisió de l'Exèrcit del Sud. Poc després, va intervenir en una ofensiva republicana que pretenia conquistar la zona minera de Peñarroya-Pueblonuevo. A l'abril el capità Casted va ser substituït pel comandant d'infanteria Manuel Bartual Gallego, que poc després seria substituït pel major de milícies Bartolomé Fernández Sánchez —fins llavors cap del batalló «Pedroches».
Al març de 1938, després del començament de l'ofensiva franquista en el front d'Aragó, la 73a Brigada Mixta es va traslladar va ser enviada urgentment cap a Gandesa, integrada en la Divisió «Extremadura». L'embranzida del Cos d'Exèrcit de Galícia va aïllar a la brigada en la zona del Maestrat, on sofriria importants pèrdues en els combats que posteriorment es van produir; el 17 d'abril la unitat va ser retirada de primera línia de combat i agregada novament a la 19a Divisió, amb la qual prendria part en la campanya de Llevant. A la fi de juliol el comandament de la unitat va passar al major de milícies Castaños, desplaçant-se a Úbeda, on va ser sotmesa a una reorganització per a recuperar-se de les greus pèrdues sofertes a Llevant. Posteriorment seria enviada a La Nava de Ricomalillo, quedant agregada a la 71a Divisió.
Va arribar a participar en la batalla de Valsequillo, el gener de 1939.

## Comandaments
Comandants
- Capità de carrabiners José Casted Sena;
- Comandant d'infanteria Manuel Bartual Gallego;[7]
- Major de milícies Bartolomé Fernández Sánchez;[8]
- Major de milícies Castaños.

Comissaris
- Manuel Castro Molina, del PSOE;[1]
- Andrés Cañete Domínguez, del PSOE;
- Baltasar Lucas Martín;[9][10]